# 谷井勘蔵
谷井 勘蔵（勘藏、やつい かんぞう、1853年3月1日（嘉永6年1月22日）- 1930年（昭和5年）1月25日）は、明治・大正期の大地主、実業家、政治家。貴族院多額納税者議員。幼名・徳次郎、通称・保佑。

## 経歴
紀伊国海部郡関戸村（和歌山県海草郡雑賀村大字関戸を経て現和歌山市）で、谷井平吉の二男として生まれる。1868年4月22日（慶応4年3月30日）に宗家・谷井勘右衛門の養子となる。1869年4月3日（明治2年2月22日）養父の隠退に伴い海部郡地士を相続した。
1879年（明治12年）4月、和歌山県会議員に当選するも辞退。同年12月、関戸村会議員に当選した。1897年（明治30年）9月、海草郡会議員に当選し、その後5期在任した。その他、海草郡所得税調査委員、県商工業部勧業諮問会委員などを務めた。
実業界では、1886年（明治19年）10月、第四十三国立銀行取締役に就任。以後、四十三銀行取締役、紀陽貯蓄銀行頭取、和歌山綿ネル監査役、紀州銀行監査役、南海絹糸紡績取締役、和歌山県農工銀行設立委員、同行取締役、同行頭取などを務めた。
1904年（明治37年）貴族院議員に互選され、同年9月29日から1911年（明治44年）9月28日まで在任した。